# 太平洋似海花介
太平洋似海花介（学名：Parabythocythere pacifica）为深海花介科似海花介屬下的一个种。